# Cuộc vây hãm Praha
Cuộc bao vây Prague là một nỗ lực bất thành của Quân đội Phổ lãnh đạo bởi Frederick đại đế nằm chiếm lấy thành phố Praha thuộc Áo trong Chiến tranh Bảy năm. Sự kiện này diễn ra vào tháng 5 năm 1757 ngay sau Trận đánh Praha. Mặc dù đánh thắng trận đánh trước đó, Frederick đã mất 14.300 binh lính, và lực lượng suy kiệt còn lại của ông không đủ mạnh để tấn công Praha. Do đó, Frederick quyết định bao vây thành phố nhằm buộc quân Áo phải quy phục do thiếu nguồn tiếp tế. 40.000 binh lính Áo bị mắc kẹt trong thành phố, do bản thân họ chưa phải là một lực lượng đủ mạnh để phá vây. Frederick cố gắng thu thập tin tình báo từ Praha bằng cách gửi tên tội phạm Christian Andreas Käsebier vài lần vào thành phố bị bao vây.
Một quân đoàn Áo chỉ huy bởi Count von Daun đã mở một cuộc hành quân bất ngờ lên phía bắc, đe dọa đường tiếp tế của Frederick, và buộc ông này phải từ bỏ cuộc bao vây và hành quân để cản trở quân Áo. Frederick bị đánh bại tại Trận Kolín và lực lượng của ông giờ đây quá yếu để duy trì cuộc vây hãm Praha, và buộc phải rút khỏi Bohemia. Sự kiện này đánh dấu bước ngoặt đối với quân Phổ, khi họ không còn có được nhiều lợi thế khi nắm giữ các vị trí thuận lợi và phần lớn các trận đánh còn lại của cuộc chiến sẽ diễn ra trên chính lãnh thể của họ. Bất chấp khó khăn, quân Phổ cố gắng thực hiện cuộc xâm lăng lãnh thổ của Áo trong năm sau đó mà đỉnh điểm là thất bại trong cuộc vây hãm Olomouc.